# Hackbräde

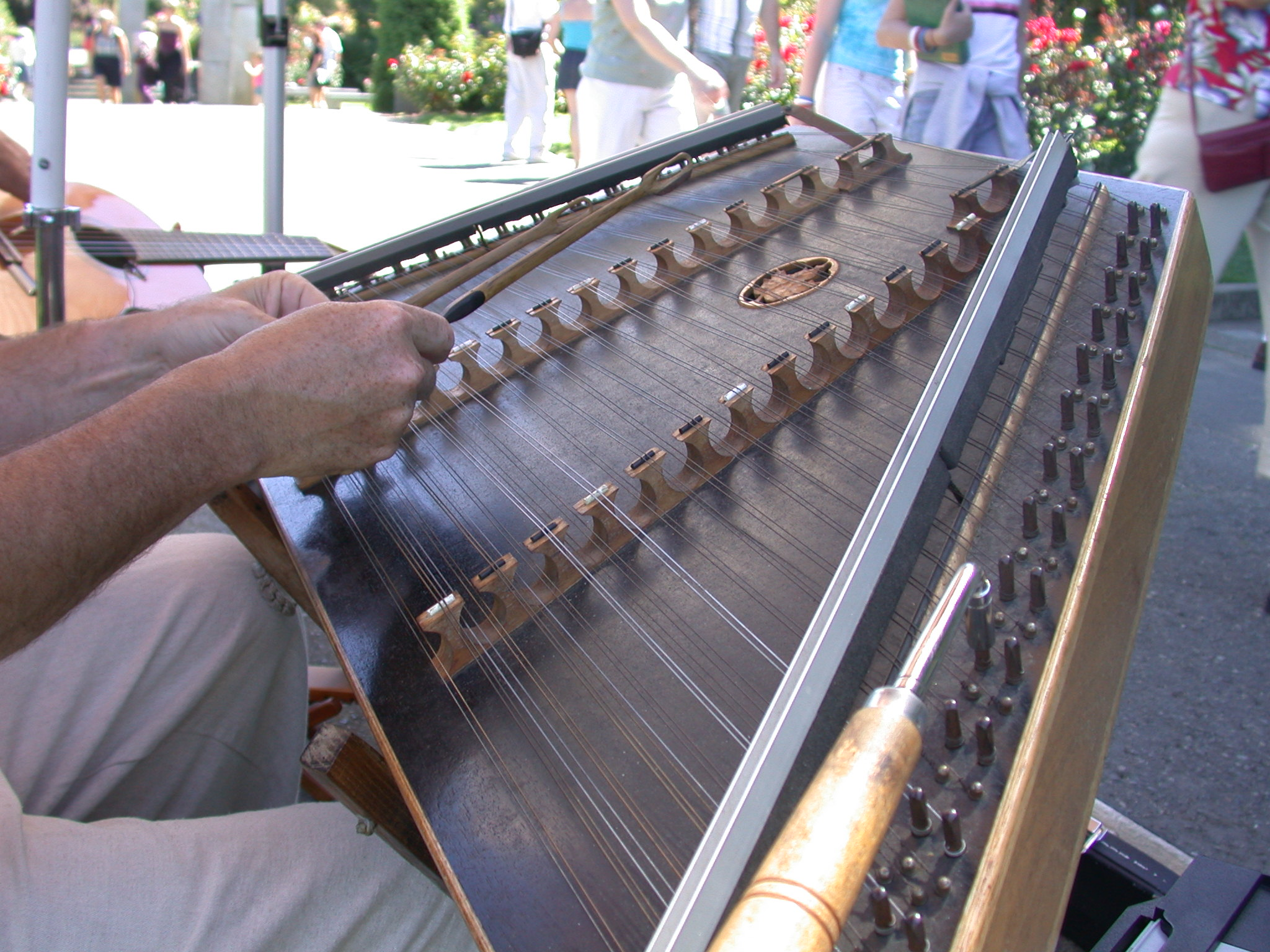

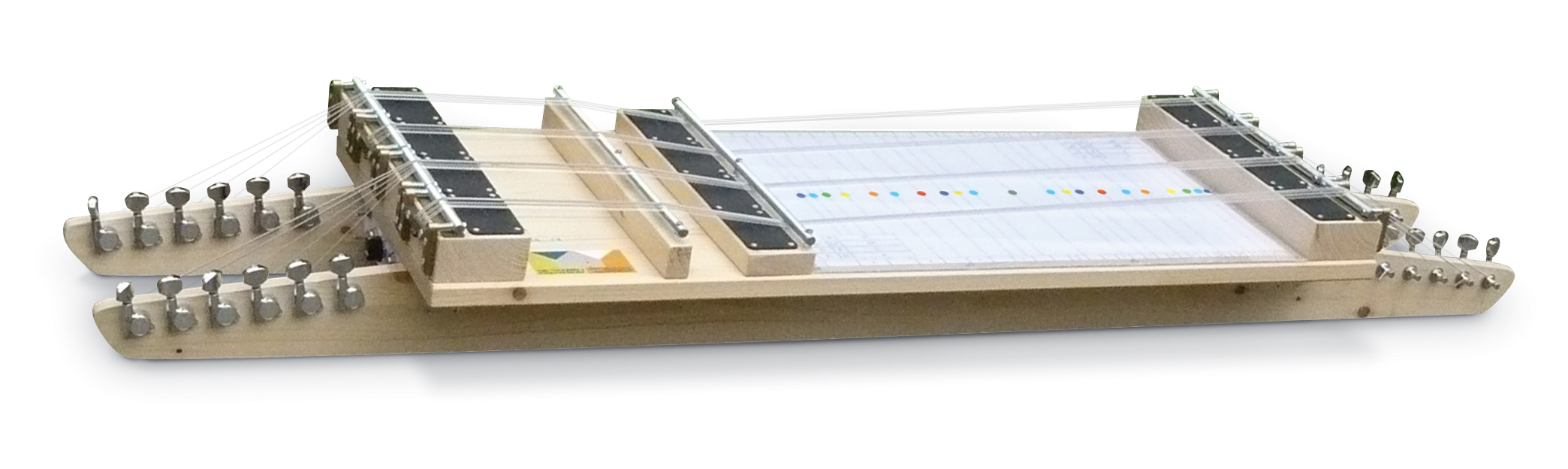

Hackbräde är ett stränginstrument av cittratyp, i samband med ungersk och annan central- och östeuropeisk musik känt som cimbalom (även zimbalom och cymbal). 
Instrumentet består i princip av en grund öppen trälåda med strängar spända över öppningen, en för varje ton – alltså en cittra. Men medan man på cittran knäpper strängarna, slår man dem på hackbrädet med små hammare, en i varje hand. Därför måste bland annat lådan vara grövre och strängarna hårdare spända. Pianot är alltså i princip ett hackbräde med klaviatur, och anses också ha utvecklats ur hackbrädet - även om idén med klaviaturen kan vara tagen från cembaloinstrumenten.
Hackbrädet har utvecklats ur psalteriet, som var ett vanligt högreståndsinstrument i Europa under medeltiden. Hackbrädet förbättrades på 1600-talet av Pantaleon Hebenstreit och gav på 1700-talet idén till hammarklaveret. Hackbrädet var ännu i början av 1800-talet folkmusikinstrument i södra Svealand och södra Norrland och används fortfarande i folkmusik i England (som hammered dulcimer), Central- och Östeuropa (som cimbalom, zymbalon, santouri med mera), västra Asien och Indien (som santur och liknande namn).
Hackbrädet är populärt bland gatumusikanter, mycket beroende på dess genomträngande ljud.